# Глинистый переулок
Гли́нистый переу́лок — небольшая улица в центре Москвы в Мещанском районе Центрального административного округа между Банным переулком и Большой Переяславской улицей. Назван в XIX веке по характеру грунта в этой местности.

## Расположение
Глинистый переулок начинается слева от Банного переулка, проходит на север, затем поворачивает на восток и заканчивается на Большой Переяславской улице. Внутридворовой проезд соединяет его также с Переяславским переулком.

## Учреждения и организации
- Дом 7 — школа № 1297 (с углублённым изучением английского языка).